# Slag bij Lobositz
De Slag bij Lobositz was de openingsslag van de Zevenjarige Oorlog. De slag vond plaats op 1 oktober 1756 bij het plaatsje Lobositz.
Een Pruisisch leger van 29.000 man vocht tegen een Oostenrijks leger van 34.500 man. Zowel de Pruisen als de Oostenrijkers verloren ongeveer 3.000 man. Het Pruisische leger werd geleid door koning Frederik de Grote, zijn cavalerie door Christoph Karl von Bülow, het Oostenrijkse leger door veldmaarschalk Browne.
De slag ontstond doordat Browne probeerde een ingesloten Saksisch leger te ontzetten.
Koning Frederik had op een gemakkelijke overwinning gerekend - in de voorgaande oorlog hadden zijn Pruisen steeds gemakkelijk van de Oostenrijkers kunnen winnen. Nu riep hij verbaasd uit: 
Dit zijn niet dezelfde Oostenrijkers!.
Mede door gebrek aan initiatief van de officieren onder Browne miste deze bekwame veldmaarschalk een tactische kans het Pruisische leger een zware klap toe te brengen. Frederik dreef de Oostenrijkers terug. Het Saksische leger moest zich hierna geheel overgeven aan de Pruisen.